# 生涯活躍のまち
生涯活躍のまち（しょうがいかつやくのまち）とは、安倍政権が掲げる地方創生の地域再生プランにおける日本版CCRC（高齢者健康コミュニティ）と一億総活躍社会を推進するため、日本国政府が「ついの住みか」として選定した地方都市のこと。シニアタウンとも呼ばれる。
日本版CCRCは「高齢者が元気なうちに移住し、仕事や社会活動を通じ地域の担い手として活動しながら、必要に応じて医療・介護を受けられる共同体」を目指すもので、政府としては地方自治体が策定する「地方版総合戦略」に入居者の安心・安全確保のため守るべき項目や地域の特徴・強みを示すことを求め、実際には医療・社会福祉法人やデイケアサービスなどを提供する民間企業・NPOなどを「運営推進法人」として認定し、交付金の交付や介護保険制度の見直しなど優遇が受けられる見込みである。 地方創生本部に設けられた有識者会議は増田寛也が座長を務める。
精神衛生上も自然と接する機会が多い地方都市（あるいは田園都市・公園都市）暮らしはストレスが少なく、地方移住により農業従事者や郷土の伝統文化の継承者が増える期待感もあり、持続可能な生活（LOHAS）にも繋がる。
2016年6月に以下の7市町が選定。選定理由は、2015年に内閣府地方創生推進室から地域活性化・地域住民生活等緊急支援交付金（地方創生先行型）のうち、先駆的事業（CCRC）の認定をうけた5県32市町村の中から、より具体的な取り組みを示し、地域バランスや地元大学や企業・NPOなどとの連携体制の充実度を考慮した。
選定地とCCRCへの取り組み
- 岩手県雫石町…未利用町有地14ヘクタールを活かした「100年の森とコミュニティライフの共生プラン」
- 新潟県南魚沼市…豪雪地帯であるハンディからエネルギー効率の改善や衛生専門学校との連携を推進
- 石川県輪島市…「新交通システムでつなぐ漆の里・生涯活躍のまちづくりプロジェクト（輪島KABULET）」
- 山梨県都留市…以前からシルバー産業の構築を推進してきた
- 長野県佐久市…北陸新幹線で東京とは一時間半圏内であり、都市部との交流を保った「交流と協働で織りなす夢をかなえるまち」
- 鳥取県南部町…分散居住型の町づくりを目指す
- 福岡県北九州市…産官学による「地（知）の拠点 大学における地方創生推進事業」（COC+）との連携